# Republika Upingtonii
Republika Upingtonii – historyczne państwo w południowej Afryce, na terenach obecnej Namibii.
Podczas Wielkiego Treku, w latach 1874–1880, część Burów z Transwalu wyemigrowała do południowej Angoli. Po konfliktach z portugalską władzą część z nich wróciła do Transwalu, podczas gdy reszta migrowała na południe. W 1885 William Jordan kupił 50 000 kilometrów kwadratowych ziemi na terenie obecnej Namibii od Kambonde, króla plemienia Ondongas, który miał nadzieję, że dzięki pomocy białych umocni swą pozycję. Jordan, wraz z nowo przybyłymi Burami – tzw. "Dorsland Trekkers", powołał Republikę Upingtonii, nazwaną na cześć Thomasa Upingtona, premiera kolonii przylądkowej, sprzyjającego ich sprawie.
Aby uciec przed zależnością od ludu Hererów, republika zaakceptowała protekcję Niemców. Niemcy jednak nie wspierali wystarczająco republiki, co doprowadziło w ostateczności do jej rozpadu. Tereny upadłej republiki, już pod zmienioną nazwą na Lijdensrust, zostały po śmierci Jordana w 1887 wchłonięte przez Niemiecką Afrykę Południowo-Zachodnią. Większość Burów wróciła do Transwalu, a część z nich powędrowała z powrotem do Angoli. Nowe problemy z portugalską władzą zmusiły ich do ponownej emigracji do południowo-zachodniej Afryki w latach 1928 i 1957.